# Джуди (тайфун)
Тайфун «Джу́ди» — сильный тропический циклон, обрушившийся на территорию Японии, Южной Кореи и Дальнего Востока СССР в июле 1989 года, и повлёкший гибель 46 человек и значительный материальный ущерб.

## Развитие и последствия
Возник из тропической депрессии в районе Северных Марианских островов в Тихом океане 21 июля. С продвижением на запад-северо-запад набрал силу тропического шторма, 23 июля получив имя «Джуди». Вечером 25 июля достиг максимальной силы при скорости ветра 165 км/ч. 27 июля достиг берегов японского острова Кюсю. 28 июля обрушился на Южную Корею, а впоследствии на территорию СССР. 29 июля ослабел до тропической депрессии, стихнув над акваторией Японского моря.
Проливные дожди в Японии вызвали значительные наводнения и оползни, повлекли гибель 11 человек, было уничтожено 76 и повреждено свыше 10 тысяч домов, около четырёх миллионов человек остались без электричества, было нарушено движение поездов. Скорость ветра в городе Кагосиме достигала 180 км/ч. Общий ущерб острову Кюсю составил 3,8 млн долларов.

Выход из берегов реки Партизанской, район села Екатериновки

В Южной Корее во время прохождения тайфуна в низменных районах происходила эвакуация населения. Скорость ветра на побережье достигала 125 км/ч. Тайфун вызвал наводнения, оставив тысячи людей без электричества. В Пусане люди погибли в результате шторма, оползней и от обрушения конструкций и наводнения. Всего в Южной Корее по сообщениям СМИ погибло до 24 человек.
В СССР тайфун обрушился на Приморский край. Проливные дожди вызвали наводнения, гибель не менее 15 человек, прервали железнодорожное сообщение по Транссибу. Скорость ветра достигала 166 км/ч. Было затоплено 120 тысяч га земли, включая 109 населённых пунктов, повреждено около двух тысяч домов, размыто 2678 мостов и 1340 км дорог, пострадало 70 км линий электропередачи, 600 км телефонных сетей, утонуло 75 тысяч голов крупного рогатого скота.
Наряду с «Мелиссой» (1994 год) относится к наиболее мощным тайфунам в истории Приморского края по количеству осадков.